# التصنيفات الدولية لغواتيمالا
تتضمن هذه المقالة التصنيفات الدولية لغواتيمالا

## التصنيفات الدولية
| المنظمة                          | الاستطلاع                   | التصنيف    |
| -------------------------------- | --------------------------- | ---------- |
| معهد الاقتصاد والسلام            | مؤشر السلام العالمي         | 111 من 144 |
| برنامج الأمم المتحدة الإنمائي    | مؤشر التنمية البشرية        | 122 من 182 |
| منظمة الشفافية الدولية           | مؤشر مدركات الفساد          | 108 من 180 |
| المنتدى الاقتصادي العالمي        | تقرير التنافسية العالمية    | 80 من 133  |
| مؤسسة الاقتصاد الجديد            | مؤشر الكوكب السعيد          | 4 من 143   |
| المنظمة العالمية للملكية الفكرية | مؤشر الابتكار العالمي، 2024 | 122 من 133 |